# Andlau (Ill)
Die Andlau ist ein etwa 42 km langer linker Zufluss der Ill im Elsass (Region Grand Est).

## Name
Der Erstbeleg des Namens Andelaha stammt aus dem Zeitraum 900-910. Das Hydronym andal oder andel ist vermutlich keltischen Ursprungs und bedeutet vielleicht „Wasserstrudel“ oder „Wasserbewegung gegen das Ufer“. Er ist mit dem alten okzitanischen Wort andalhon „Wasserbewegung“ vergleichbar. Ein weiteres Beispiel für Hydronyme, die das Wort andel enthalten, ist die Andelle, ein 57 Kilometer langer Fluss in der Normandie.

## Geographie

### Verlauf

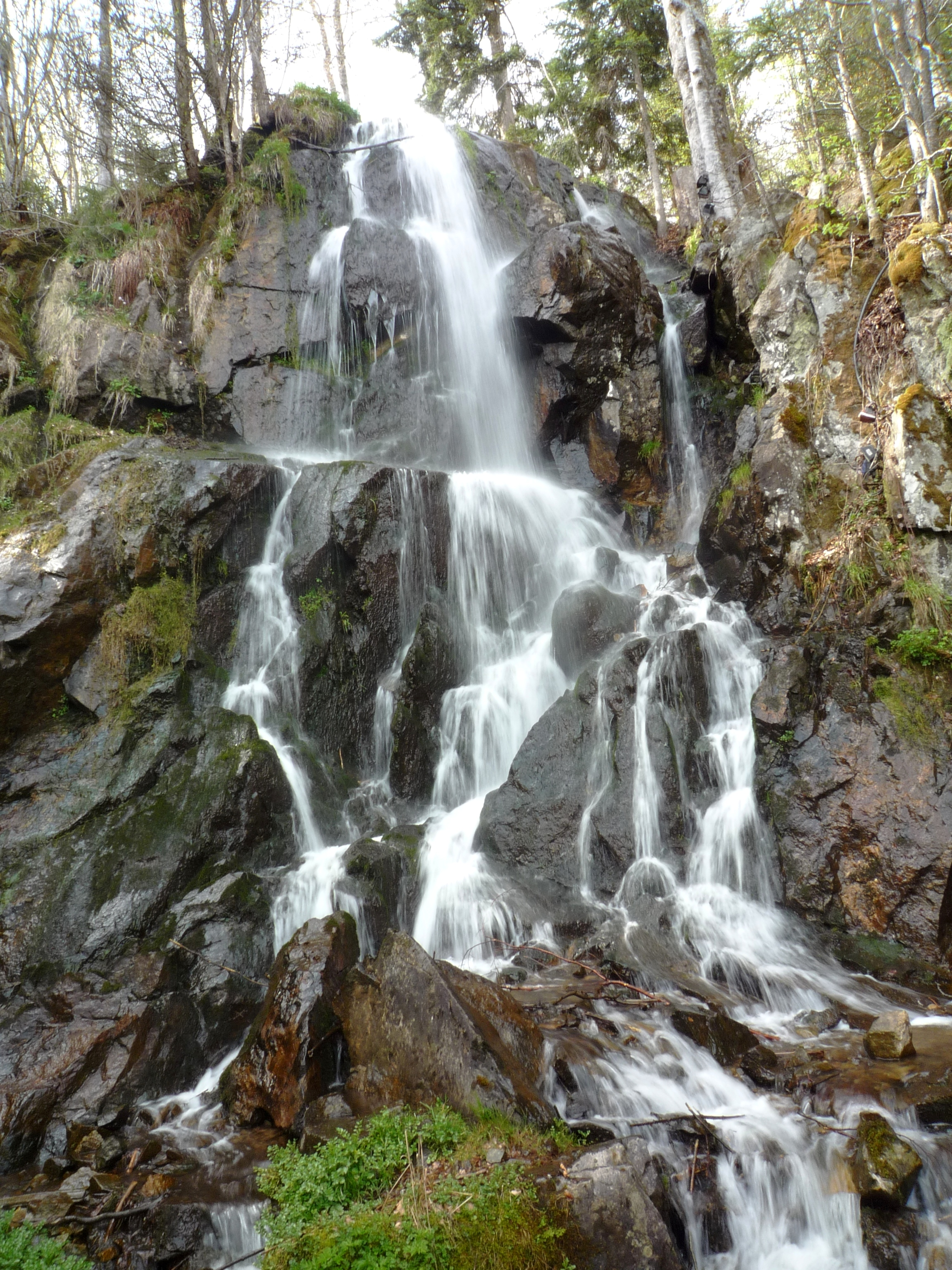
Hohwalder Wasserfall

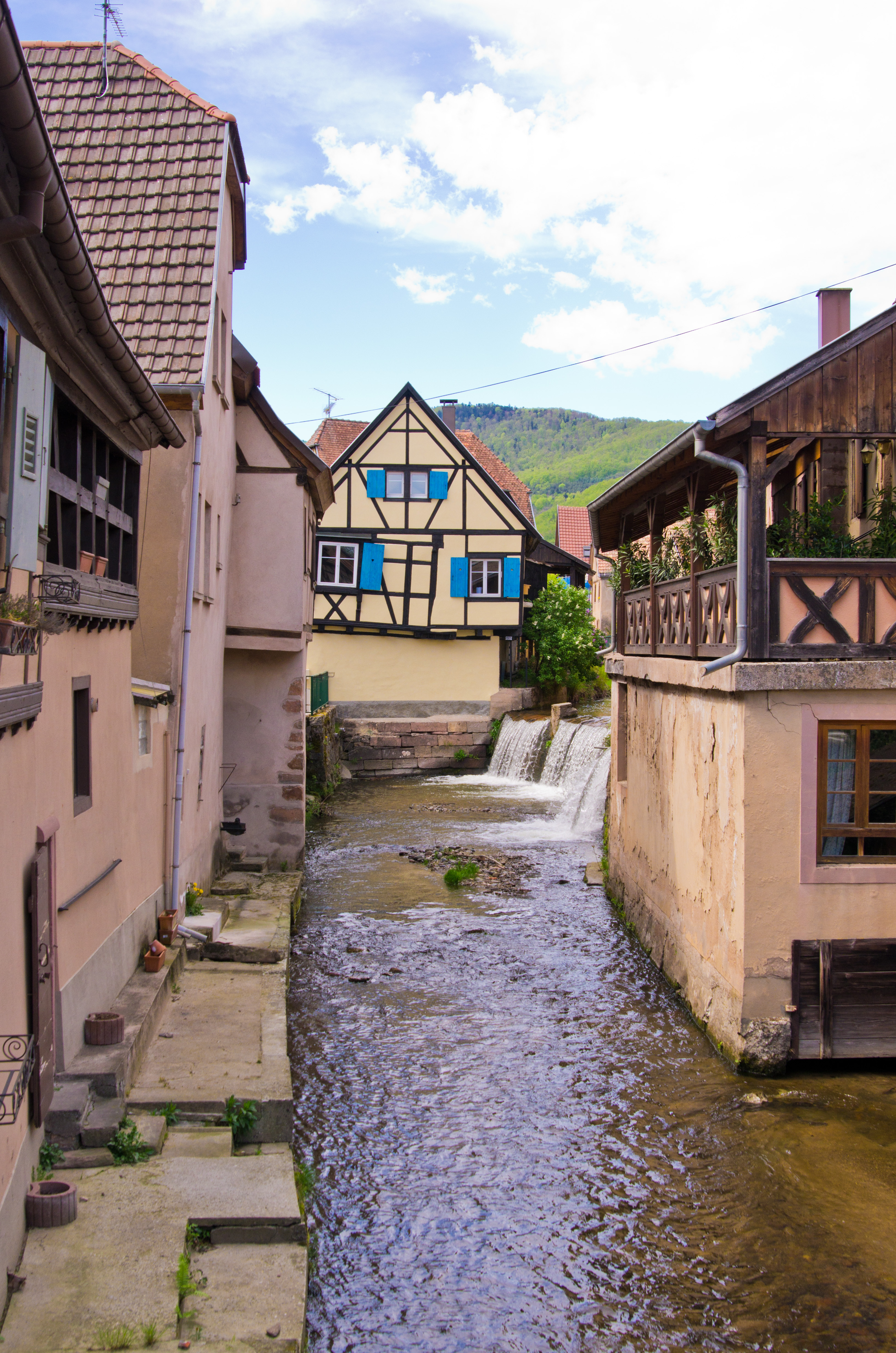
Die Andlau in Andlau

Die Andlau entspringt in den Mittelvogesen auf einer Höhe von 1010 m am Osthang des Champ du Feu im Forêt de la Ville de Strasbourg.
Sie fließt zunächst in einem engen Tal in südöstlicher Richtung und wird nach etwa einen Kilometer auf ihrer rechten Seite vom Dreiangelbach gespeist. Sie eilt nun ostwärts und stürzt kurz vor Neumelkerei über den sehenswerten Hohwalder Wasserfall (Cascade de l’Andlau).
Nach dem Wasserfall weitet sich ihr Tal merklich. Bei Neumelkerei fließt ihr von links der Kaltenbaechel und etwas später der Rohrbach zu. Sie erreicht Le Hohwald und wird dort vom Großen Breitenbach gestärkt. Die Andlau wird nun für eine längere Zeit von der Hochstraße D 425 begleitet. Etwa einen halben Kilometer östlich von Le Hohwald nimmt sie auf ihrer linken Seite das von Norden kommende Luttenbaechel auf.
Ihr Lauf führt nun südostwärts durch ein enges bewaldes Tal. Bei Sperberbaechel, wo sie der gleichnamige Bach erreicht, wendet sie ihren Lauf wieder nach Osten und wird kurz vor dem Weiler Eftermatten auf ihrer rechten Seite vom Lilsbach gespeist, bei Eftermetten dann vom Hasselbach. Sie fließt nun in Talschlingen durch eine wildromantische Landschaft und nimmt auf ihren Weg nach der nach ihr benannten Ortschaft noch den Steinbach, den Totenbach und Fischbach auf.
Sie durchläuft Andlau und verlässt das Gebirge in eine weite Ebene hinaus. Ihr Weg führt nun ostwärts durch die Weinorte Eichhoffen und Saint Pierre. Sie unterquert die Autoroute A35 und wendet sich dann auf nordöstlichen Lauf, fließt dabei nördlich an Stotzheim und danach südlich an Zellwiller vorbei durch eine breite landwirtschaftlich genutzte Zone. Südlich des Bois de Valff wird sie vom ruisseau la Scheer Neuve („Neue Scheer“) gestärkt, einem linken Abzweig der Scheer. Kurz danach mündet ihr die Kirneck zu. Sie fließt nach längerem Lauf durch eine aus Flur und Wald gemischte Landschaft an Hindisheim am rechten Ufer vorbei, danach an Lipsheim am linken, erreicht dann Fegersheim, wo sie auf ihrer rechten Seite von der Scheer gespeist wird.
Sie mündet schließlich auf einer Höhe von 143 m nördlich von Fegersheim-Ohnheim von links in die Ill.

### Einzugsgebiet
Das Einzugsgebiet der Andlau ist 306,7 km² groß und besteht zu 57,64 % aus landwirtschaftliches Gebiet, zu 34,89 % aus Waldflächen und zu 7,52 % aus bebauten Flächen.

### Zuflüsse
Von der Quelle zur Mündung:
- Dreiangelbach (rechts)
- Kaltenbaechel (links), 1,5 km
- Großer Rohrbach (links), 1,9 km
- Andlaubach (ruisseau l'Andlau), (rechts), 3,7 km
- Großer Breitenbach (Grand Breitenbach) (links), 3,1 km

- Frischbächel (rechts)
- Luttenbaechel (links), 2,0 km
- Sperberbaechel (links)

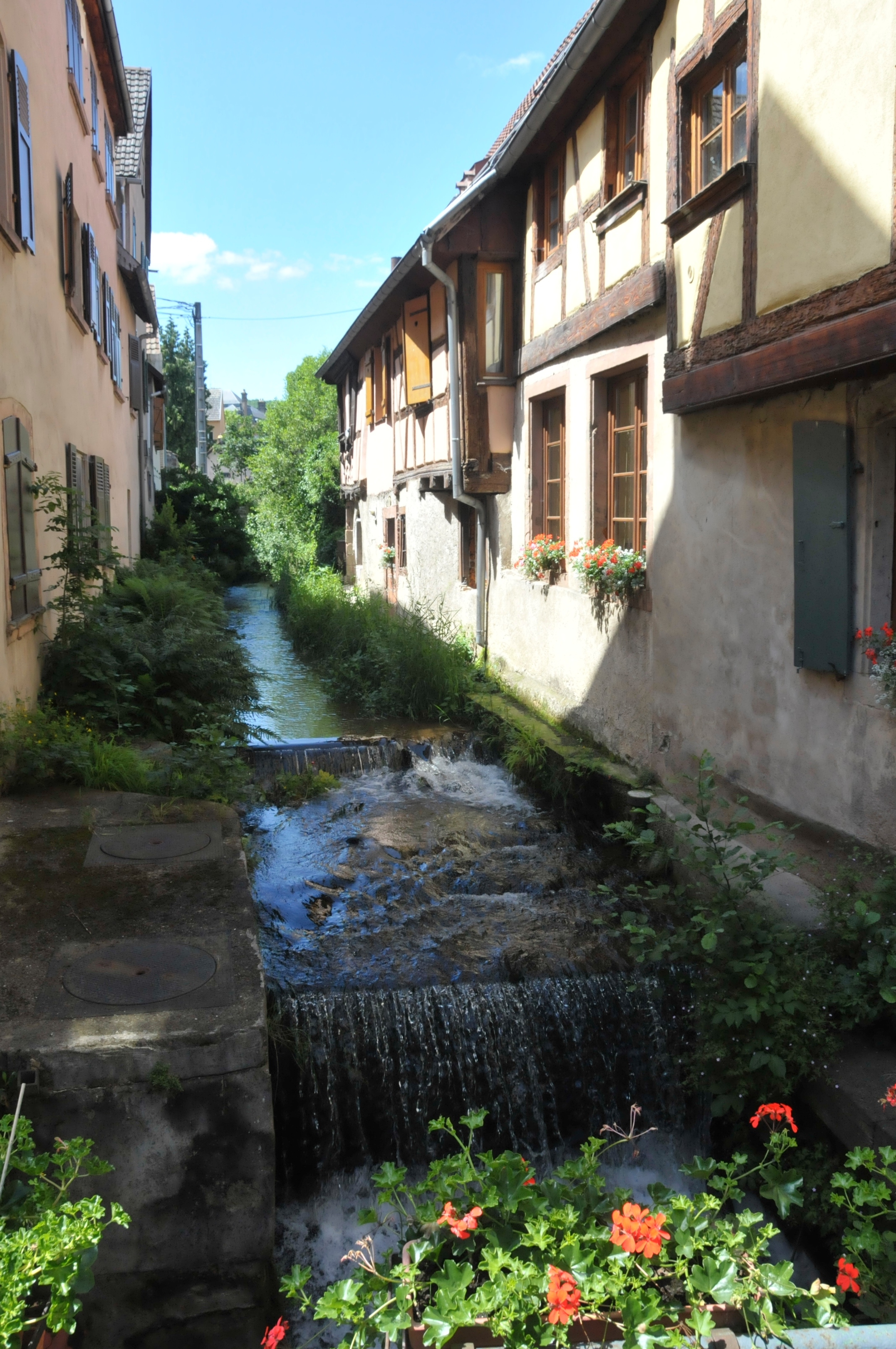
Die Kirneck

- Lilsbach (Liesbach) (rechts), 2,6 km
- Hasselbach (Haselbach) (rechts), 2,8 km
- Steinbach (Steinbächel) (links), 1,3 km
- Totenbach (Dudenbach) (rechts), 1,6 km
- Fischbach (links)
- Weierbach (rechts)
- Muehlbach (rechte Abzweigung)
- Neue Scheer[5] (ruisseau la Scheer Neuve) (rechts), 4,7 km
- Kirneck (ruisseau la Kirneck) (links), 18,4 km, 27,5 km², 0,24 m³/s
- Dachsbach (ruisseau le Darsbach) (links), 14,3 km
- Neugraben (rechts), 5,2 km
- Scheer (rivière la Scheer) (rechts), 40,0 km, 132,7 km², 0,36 m³/s